# Magyarország a 2010. évi téli olimpiai játékokon
Magyarország a kanadai Vancouverben megrendezett 2010. évi téli olimpiai játékok egyik részt vevő nemzete volt. Az országot az olimpián 5 sportágban (a korcsolyázás és a síelés szakágaiban) 16 sportoló képviselte, akik érmet nem szereztek.
Az olimpiai fogadalmat a műkorcsolyázó Sebestyén Júlia és a rövidpályás gyorskorcsolyázó Huszár Erika tette, a nyitóünnepségen a magyar zászlót Sebestyén Júlia vitte.

## További magyar pontszerzők

### 4. helyezettek
Ezen a téli olimpián a magyar csapat nem szerzett negyedik helyet.

### 5. helyezettek
| Név                                                       | Sportág                    | Versenyszám  |
| --------------------------------------------------------- | -------------------------- | ------------ |
| Darázs Rózsa Heidum Bernadett Huszár Erika Keszler Andrea | Rövidpályás gyorskorcsolya | 3000 m váltó |

### 6. helyezettek
| Név          | Sportág                    | Versenyszám |
| ------------ | -------------------------- | ----------- |
| Huszár Erika | Rövidpályás gyorskorcsolya | 1500 m      |

## Eredményesség sportáganként
Az alábbi táblázat összefoglalja a magyar versenyzők szereplését. A sportág neve mögött zárójelben lévő szám jelzi, hogy az adott szakág hány versenyszámában indult magyar sportoló.
Az egyes oszlopokban előforduló legmagasabb érték vagy értékek vastagítással kiemelve.

Az olimpiai pontok számát az alábbiak szerint lehet kiszámolni: 1. hely – 7 pont, 2. hely – 5 pont, 3. hely – 4 pont, 4. hely – 3 pont, 5. hely – 2 pont, 6. hely – 1 pont.
| Sportág                        | Helyezések száma | Helyezések száma | Helyezések száma | Helyezések száma | Helyezések száma | Helyezések száma | Olimpiai pont | Indulók száma | Indulók száma | Indulók száma |
| Sportág                        |                  |                  |                  | 4.               | 5.               | 6.               | Olimpiai pont | Férfi         | Nő            | Össz.         |
| Alpesisí (7)                   | 0                | 0                | 0                | 0                | 0                | 0                | 0             | 1             | 2             | 3             |
| Biatlon (2)                    | 0                | 0                | 0                | 0                | 0                | 0                | 0             | 1             | 0             | 1             |
| Műkorcsolya (2)                | 0                | 0                | 0                | 0                | 0                | 0                | 0             | 1             | 2             | 3             |
| Rövidpályás gyorskorcsolya (7) | 0                | 0                | 0                | 0                | 1                | 1                | 3             | 2             | 5             | 7             |
| Sífutás (2)                    | 0                | 0                | 0                | 0                | 0                | 0                | 0             | 1             | 1             | 2             |
|                                |                  |                  |                  |                  |                  |                  |               |               |               |               |
| Összesen                       | 0                | 0                | 0                | 0                | 1                | 1                | 3             | 6             | 10            | 16            |

## Alpesisí
Férfi
| Versenyző   | Versenyszám      | 1. futam      | 1. futam      | 2. futam | 2. futam | Összesítés | Összesítés |
| Versenyző   | Versenyszám      | Idő           | Hely.         | Idő      | Hely.    | Idő        | Helyezés   |
| ----------- | ---------------- | ------------- | ------------- | -------- | -------- | ---------- | ---------- |
| Bene Márton | Műlesiklás       | nem ért célba | nem ért célba | kiesett  | kiesett  | kiesett    | kiesett    |
| Bene Márton | Óriás-műlesiklás | 1:31,08       | 80.           | 1:34,89  | 73.      | 3:05,97    | 71.        |

Női
| Versenyző   | Versenyszám            | 1. futam      | 1. futam      | 2. futam | 2. futam | Összesítés    | Összesítés    |
| Versenyző   | Versenyszám            | Idő           | Hely.         | Idő      | Hely.    | Idő           | Helyezés      |
| ----------- | ---------------------- | ------------- | ------------- | -------- | -------- | ------------- | ------------- |
| Berecz Anna | Lesiklás               |               |               |          |          | 1:57,86       | 35.           |
| Berecz Anna | Műlesiklás             | 59,81         | 60.           | 59,82    | 45.      | 1:59,63       | 45.           |
| Berecz Anna | Óriás-műlesiklás       | 1:22,29       | 47.           | 1:18,58  | 43.      | 2:40,87       | 42.           |
| Berecz Anna | Szuperóriás-műlesiklás |               |               |          |          | nem ért célba | nem ért célba |
| Döme Zsófia | Műlesiklás             | 58,74         | 50.*          | 59,58    | 44.      | 1:58,32       | 44.           |
| Döme Zsófia | Óriás-műlesiklás       | nem ért célba | nem ért célba | kiesett  | kiesett  | kiesett       | kiesett       |
| Döme Zsófia | Szuperóriás-műlesiklás |               |               |          |          | 1:29,09       | 36.           |

| Versenyző   | Versenyszám | Lesiklás | Lesiklás | Műlesiklás | Műlesiklás | Összesítés | Összesítés |
| Versenyző   | Versenyszám | Idő      | Hely.    | Idő        | Hely.      | Idő        | Helyezés   |
| ----------- | ----------- | -------- | -------- | ---------- | ---------- | ---------- | ---------- |
| Berecz Anna | Összetett   | 1:33,47  | 30.      | 49,50      | 27.        | 2:22,97    | 27.        |

* - egy másik versenyzővel azonos időt ért el

## Biatlon
Férfi
| Versenyző       | Versenyszám  | Lövőhiba    | Időeredmény | Helyezés |
| --------------- | ------------ | ----------- | ----------- | -------- |
| Tagscherer Imre | 10 km sprint | 4 (2+2)     | 28:38,8     | 80.      |
| Tagscherer Imre | 20 km egyéni | 4 (1+3+0+0) | 58:02,6     | 82.      |

## Műkorcsolya

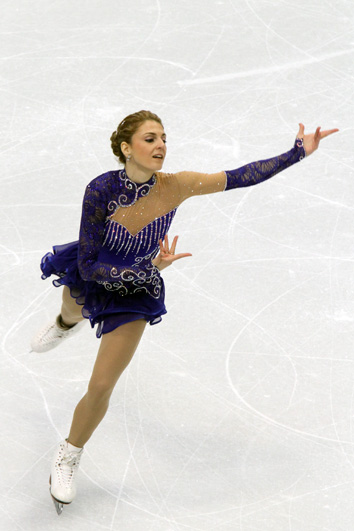
Sebestyén Júlia a kűrben az olimpián

| Versenyző       | Versenyszám | Rövid program | Rövid program | Kűr   | Kűr   | Összesítés | Összesítés |
| Versenyző       | Versenyszám | Pont          | Hely.         | Pont  | Hely. | Pont       | Helyezés   |
| --------------- | ----------- | ------------- | ------------- | ----- | ----- | ---------- | ---------- |
| Sebestyén Júlia | Női egyéni  | 57,46         | 13.           | 93,80 | 16.   | 151,26     | 17.        |

| Versenyző                   | Versenyszám | Kötelező tánc | Kötelező tánc | Eredeti (original) tánc | Eredeti (original) tánc | Kűr   | Kűr   | Összesítés | Összesítés |
| Versenyző                   | Versenyszám | Pont          | Hely.         | Pont                    | Hely.                   | Pont  | Hely. | Pont       | Helyezés   |
| --------------------------- | ----------- | ------------- | ------------- | ----------------------- | ----------------------- | ----- | ----- | ---------- | ---------- |
| Hoffmann Nóra Zavozin Maxim | Jégtánc     | 31,90         | 13.           | 51,22                   | 13.                     | 84,11 | 13.   | 167,23     | 13.        |

## Rövidpályás gyorskorcsolya
Férfi
| Versenyző    | Versenyszám | Előfutam | Előfutam | Negyeddöntő | Negyeddöntő | Elődöntő | Elődöntő | B döntő | B döntő | Döntő   | Döntő   | Helyezés |
| Versenyző    | Versenyszám | Idő      | Hely.    | Idő         | Hely.       | Idő      | Hely.    | Idő     | Hely.   | Idő     | Hely.   | Helyezés |
| ------------ | ----------- | -------- | -------- | ----------- | ----------- | -------- | -------- | ------- | ------- | ------- | ------- | -------- |
| Darázs Péter | 500 m       | 42,800   | 3.       | kiesett     | kiesett     | kiesett  | kiesett  | kiesett | kiesett | kiesett | kiesett | 22.      |
| Darázs Péter | 1500 m      | 2:18,827 | 3.       |             |             | 2:18,349 | 7.       | kiesett | kiesett | kiesett | kiesett | 19.      |
| Knoch Viktor | 500 m       | 42,197   | 4.       | kiesett     | kiesett     | kiesett  | kiesett  | kiesett | kiesett | kiesett | kiesett | 25.      |
| Knoch Viktor | 1000 m      | 1:26,279 | 3.       | kiesett     | kiesett     | kiesett  | kiesett  | kiesett | kiesett | kiesett | kiesett | 21.      |
| Knoch Viktor | 1500 m      | 2:16,826 | 5.       |             |             | kiesett  | kiesett  | kiesett | kiesett | kiesett | kiesett | 30.      |

Női
| Versenyző                                                 | Versenyszám  | Előfutam | Előfutam | Negyeddöntő | Negyeddöntő | Elődöntő | Elődöntő | B döntő  | B döntő | Döntő    | Döntő   | Helyezés |
| Versenyző                                                 | Versenyszám  | Idő      | Hely.    | Idő         | Hely.       | Idő      | Hely.    | Idő      | Hely.   | Idő      | Hely.   | Helyezés |
| --------------------------------------------------------- | ------------ | -------- | -------- | ----------- | ----------- | -------- | -------- | -------- | ------- | -------- | ------- | -------- |
| Darázs Rózsa                                              | 1500 m       | kizárták | kizárták | kiesett     | kiesett     | kiesett  | kiesett  | kiesett  | kiesett | kiesett  | kiesett | kizárták |
| Heidum Bernadett                                          | 1000 m       | 1:31,125 | 2.       | 1:30,313    | 3.          | kiesett  | kiesett  | kiesett  | kiesett | kiesett  | kiesett | 9.       |
| Heidum Bernadett                                          | 1500 m       | 2:30,332 | 4.       | kiesett     | kiesett     | kiesett  | kiesett  | kiesett  | kiesett | kiesett  | kiesett | 23.      |
| Huszár Erika                                              | 500 m        | 44,537   | 3.       | kiesett     | kiesett     | kiesett  | kiesett  | kiesett  | kiesett | kiesett  | kiesett | 19.      |
| Huszár Erika                                              | 1000 m       | kizárták | kizárták | kiesett     | kiesett     | kiesett  | kiesett  | kiesett  | kiesett | kiesett  | kiesett | kizárták |
| Huszár Erika                                              | 1500 m       | 2:27,487 | 3.       |             |             | 2:24,192 | 1.       |          |         | 2:19,251 | 6.      | 6.       |
| Darázs Rózsa Heidum Bernadett Huszár Erika Keszler Andrea | 3000 m váltó |          |          |             |             | 4:17,487 | 4.       | 4:17,937 | 2.      |          |         | 5.       |

Nem indult
- Lajtos Szandra (a női váltó tartalék tagja volt)

## Sífutás
Férfi
| Versenyző         | Versenyszám | Eredmény | Helyezés |
| ----------------- | ----------- | -------- | -------- |
| Tagscherer Zoltán | 15 km       | 41:15,0  | 81.      |

Női
| Versenyző    | Versenyszám | Eredmény | Helyezés |
| ------------ | ----------- | -------- | -------- |
| Viczián Vera | 10 km       | 33:45,8  | 74.      |